# Guam-dong, Changwon
Guam-dong (koreanska: 구암동) är en stadsdel i staden Changwon i provinsen Södra Gyeongsang i den sydöstra delen av Sydkorea, 290 km sydost om huvudstaden Seoul. Den ligger i stadsdistriktet Masanhoewon-gu.
Administrativt är Guam-dong indelat i:
| Namn    | Namn            | Yta i km² | Invånare 31 dec 2018 |
| ------- | --------------- | --------- | -------------------- |
| 구암1동 | Guam 1(il)-dong | 2,38      | 10 205               |
| 구암2동 | Guam 2(i)-dong  | 0,74      | 10 601               |